# Schwesternheim (Cottbus)

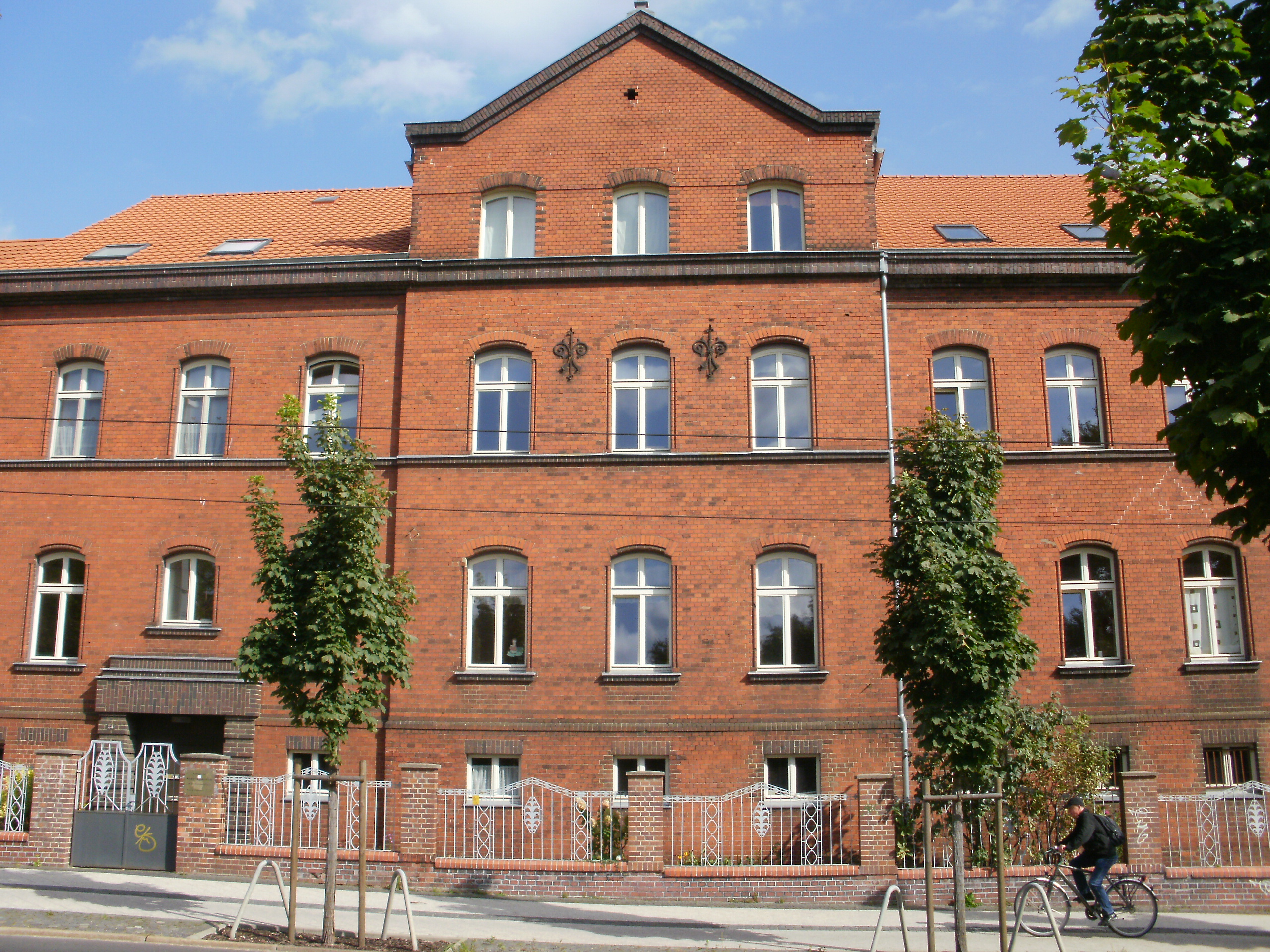
St.-Elisabeth-Haus in Cottbus

Das katholische Schwesternheim „St.-Elisabeth-Haus“ ist ein unter Denkmalschutz stehendes Gebäude in der kreisfreien Stadt Cottbus im Land Brandenburg. Das Gebäude diente zunächst bis 1983 als Schwesternniederlassung der Kongregation der Schwestern von der hl. Elisabeth, heute befindet sich in dem Gebäude unter anderem eine Kindertagesstätte.

## Lage
Das Schwesternheim befindet sich in der Straße der Jugend 24 an der Kreuzung Blechenstraße im Cottbuser Stadtteil Mitte. Der Cottbuser Hauptbahnhof und die Bundesstraße 169 sind unweit entfernt.

## Geschichte
Im Jahr 1878 kaufte die Stadt Cottbus ein Grundstück unweit der Christuskirche. Acht Jahre später gründete sich hier eine Schwesternniederlassung und im Jahr 1895 wurde mit dem Bau des St.-Elisabeth-Hauses begonnen. Der Bau wurde unter der Leitung des Cottbuser Maurermeisters Richard Helmke durchgeführt und im folgenden Jahr fertig gestellt. Das Gebäude wurde daraufhin von den Schwestern der hl. Elisabeth bezogen, diese führten dort Altenpflege, Fürsorge und Kindererziehung durch. In den Jahren 1927 und 1928 wurde das St.-Elisabeth-Haus nach Norden hin erweitert, der Entwurf für den Erweiterungsbau stammte von dem Cottbuser Architekt Hubert Schmidt.
Nach der Fertigstellung des Erweiterungsbaus wurden die beiden unteren Geschosse als Spielschule für etwa 120 Kinder eingeweiht. Das Ober- sowie das Dachgeschoss dienten zur Pflege sowie als Wohnräume der Ordensschwestern. Im späten 18. sowie im frühen 19. Jahrhundert war das St.-Elisabeth-Haus eine der wenigen Sozialeinrichtungen der Stadt Cottbus. 1983 wurde der Cottbuser Schwesternbund aufgelöst. 1984 fand eine Sanierung des Gebäudes statt. Heute beherbergt das Gebäude unter anderem eine katholische Kindertagesstätte sowie in einem Anbau das Pfarramt der benachbarten Christuskirche.

## Architektur
Bei dem Hauptgebäude handelt es sich um sechsachsigen Ziegelbau mit zwei Geschossen. Es ist neun Fensterachsen breit, die Fassade wird auf der Straßenseite durch einen Mittelrisalit unter einem Zwerchhaus geteilt. Der Bau ist mit einem Satteldach überzogen. Unter der zweiten Fensterachse von links befindet sich ein Eingangsportal mit profilierten Mauerblenden. Auf der Hofseite befindet sich der 1927/28 hinzugefügte, dreigeschossige Anbau unter Zeltdach. In den Anbau integriert ist zudem die Herz-Jesu-Kapelle, die ebenfalls unter Denkmalschutz steht. Bis in die 1984 verfügte der Anbau über Dachgauben, diese wurden im Zuge der Sanierungsarbeiten entfernt.